# Бонифације IV Палеолог
Бонифације IV Палеолог, маркиз од Монферата (21. децембар 1512 — 6. јун 1530) је био италијански племић. Наследио је свог оца Вилијама IX, маркиза од Монферата 1518. године. Његова мајка је била маркиза Ана д'Аленсон (1492–1562).

## Биографија
Маркиз Бонифације IV је претпоследњи владар Монферата из династије Палеолога.
Пошто је наследио свог оца маркиза Вилијама IX, маркиз Бонифације IV је годинама остао под старатељством своје мајке маркизе Ане д'Аленсон и стрица Јована Ђорђа Палеолога. Године 1519. добио је лојалност синова Одона ди Инчиза, наследника истоименог маркиза, који су се тако потчинили Монферату.
Маркиз Бонифације IV се уплиће у сложене италијанске догађаје тог периода, док на Монферат врше инвазију војвода Сфорца, који оспорава про-француску оријентацију двора Казале. Маркиз Бонифације IV је такође био присутан на потписивању Камбрејског мира.
У наредним годинама, политика Монферата је постепено постала про-империјалнија, до те мере да га је цар Карло V Хабзбуршки неколико пута водио са собом.
Године 1517. маркиз Вилијам IX је удао своју младу ћерку маркизу Марију, Бонифацијеву сестру, за војводу Федерика II Гонзагу, брак који је војвода Федерико II Гонзага касније оспорио, успевши, уз посредовање папе Клемента VII, да добије поништење.
Маркиз Бонифације IV је умро 1530. године, након пада са коња у Ронконеу, предграђу Казале Монферата, није имао децу.